# Rhyncomya felina
Rhyncomya felina är en tvåvingeart som först beskrevs av Fabricius 1794.  Rhyncomya felina ingår i släktet Rhyncomya och familjen Rhiniidae. Inga underarter finns listade i Catalogue of Life.